# Alvin Saunders
Alvin Saunders, född 12 juli 1817 i Fleming County i Kentucky, död 1 november 1899 i Omaha i Nebraska, var en amerikansk republikansk politiker. Han var guvernör i Nebraskaterritoriet 1861–1867. Han representerade delstaten Nebraska i USA:s senat 1877–1883.
Saunders studerade juridik men arbetade aldrig som advokat. Han var i stället verksam inom handeln och bankbranschen i Iowa. Han var ledamot av Iowas senat 1854–1856 och 1858–1860. President Abraham Lincoln utnämnde honom 1861 till guvernör i Nebraskaterritoriet. Han var territoriets sista guvernör fram till dess att Nebraska 1867 blev delstat i USA.
Saunders efterträdde 1877 Phineas Hitchcock som senator för Nebraska. Han efterträddes sex år senare av Charles F. Manderson.
Saunders gravsattes på begravningsplatsen Forest Lawn Memorial Park i Omaha. Saunders County har fått sitt namn efter Alvin Saunders. Countyt hette ursprungligen Calhoun County.